# ロールス・ロイス・シルヴァースパー
シルヴァースパー（Silver Spur ）は、イギリスの自動車メーカー、ロールス・ロイス・モーター・カーズがロールス・ロイスブランドで1980年から1999年まで販売した高級車である。シルヴァースピリットのロングホイールベース版に当たる。

## 概要
シルヴァーシャドウII/シルヴァーレイスIIの後継車として1980年秋サロン・ド・ロト（パリサロン）にてシルヴァースピリット/シルヴァースパーが発表された。

## モデル別解説

### 初代
ホイールベースが100mm長く、これにより後席を広くしてある他はシルヴァースピリットに準じる。オプションでパーティションウォールを装着可能で、この場合重量が+40kgとなる。
燃料供給はソレックスツインキャブレターだが、日本仕様を含めボッシュKジェトロニックインジェクションを採用する仕様もある。
シルヴァーシャドウからの改良点は後部のサスペンションで、ダンパーがハイドロニューマチックのストラットになった。車高調も装備している。
リムジンはさらにホイールベースが延長され、7人乗りになっている。
価格は1987年当時ベースモデルで3250万円、パーティションウォール付きで3400万円、リムジンが7300万円であった。

### 第2世代
ホイールベースが100mm長く、これにより後席を広くしてある他はシルヴァースピリットIIに準じる。シルヴァースパーIからの改良点は、ロールス・ロイス初のアルミニウムホイールを標準採用したこと、運転者の目の前に警告表示板が搭載され必要なデータをまとめて表示するようになったこと、エア・コンディショナーが改良されフェシアに吹き出し口が2つ増設され角度調整が可能になったこと、最高級のオーディオシステムを採用したこと、ボッシュモトロニックデジタルインジェクションを採用したこと、マニホールドを再設計し出力向上を図ったこと、1/100秒単位でサスペンションの硬さ調整を自動で行なうオートマチックライドコントロールシステムを採用したことなどである。最小回転半径は6.0m。

### 第3世代
ホイールベースが約100mm長く、これにより後席を広くしてある他はシルヴァースピリットIIIに準じる。リムジンモデルはツーリングリムジンとして別モデル扱いになった。
価格は2530万円。

### 第4世代
シルヴァースピリットの第4世代はシルヴァードーンという名称になったが、シルヴァースパーは従来通りの名称でマイナーチェンジされた。
フロントドアの三角窓が廃止されドアミラーがAピラー近くに移動し、前後バンパーもカラード化されるなど、外観が新しくなった。
1997年モデルはエンジンが低圧ターボチャージャー付きとなり、ロールス・ロイス初のターボ車となった。これにより25％出力が向上し、0-100km/hが8.1秒、最高速度235km/hとなった。
シルヴァースパー・ウィズ・ディビジョンはさらにホイールベースを355mm延長し、電動昇降式パーティションを装備し、通話用インターコムや後部座席にムーンルーフを装備したモデル。
リムジンモデルはパークウォードとして別モデル扱いになった。
価格はベースモデルが2400万円、ウィズ・ディビジョンが3200万円。